# Господинката (филм, 1984)
„Господинката“ е български телевизионен игрален филм (късометражен, новела, психологическа драма) от 1984 година на режисьора Павел Павлов и сценарий на Кольо Дончев. Оператор е Николай Лазаров. Художник Руси Дундаков.
Римейк по новелата на Генчо Стоев. 

## Актьорски състав
| Роля         | Изпълнител      |
| ------------ | --------------- |
| Господинката | Велико Стоянов  |
| Жельо        | Румен Иванов    |
| Стойна       | Пенка Цицелкова |
| Делчо        | Иво Горчев      |
|              | Любо Миладинов  |
|              | Иван Обретенов  |

## Виж още
- Господинката (1974)